# Avicennia schaueriana
Avicennia schaueriana Stapf & Leechman ex Moldenke, 1939 è un albero della famiglia delle Acanthaceae, che cresce nelle mangrovie dell'ecozona neotropicale.

## Descrizione
È un albero che può arrivare ad altezze di 15–20 m; tollera substrati ad alta salinità.

## Ecologia
Le mangrovie a dominanza di A. schaueriana del Brasile settentrionale sono l'habitat del granchio delle mangrovie Ucides cordatus.

## Distribuzione e habitat
Avicennia schaueriana è diffusa nelle mangrovie delle Piccole Antille e lungo la costa atlantica del Sud America settentrionale, dalla Guyana al Suriname; oltre il 90% dell'areale della specie si trova in Brasile, ove è conosciuta come mangue preto.
L'esatta distribuzione della specie in Brasile è incerta dal momento che alcune popolazioni possono erroneamente essere attribuite a Avicennia germinans.
Cresce nelle aree costiere in corrispondenza degli estuari dei fiumi, su substrati sabbiosi e fangosi.